# Cráneo
El cráneo (del griego: κρανίον, kranion y del latín: cranium) es parte del sistema óseo o sistema esquelético de los vertebrados. Se puede dividir para su estudio en dos partes: el neurocráneo o cráneo propiamente dicho que es una caja ósea que cubre el encéfalo y el esplacnocráneo o viscerocráneo, formado por los huesos de la cara. El cráneo proporciona un medio de protección al encéfalo y a órganos sensoriales especiales (vista, olfato, oído, equilibrio y gusto), además alberga las aberturas para el paso de aire y de los alimentos ( boca y nariz). En los humanos y en la mayoría de los primates, el neurocráneo está formado por 8 huesos, que forman una cavidad de forma ovoide y espesor variable perforada en su porción inferior por el agujero magno que da continuidad al sistema nervioso central hacia la columna vertebral. En el humano adulto tiene una capacidad aproximada de 1400 ml. En zoología, al cráneo también se le llama osteocráneo o condrocráneo en peces cartilaginosos y agnatos.

## Aclaración semántica

En rojo neurocráneo, en azul viscerocráneo

El esqueleto de la cabeza es el conjunto de los huesos del cráneo (ossa cranii) y los huesos de la cara (ossa faciei). Sin embargo es común que la palabra cráneo se utilice para designar a la totalidad de la cabeza ósea.
La distinción entre cráneo (neurocráneo) y huesos de la cara (esplacnocráneo) es muy clara. El neurocráneo aloja el encéfalo y lo protege, mientras que los huesos de la cara prestan inserción a los músculos de la mímica y de la masticación y dan protección a las aberturas para el paso de aire y los alimentos.

## Huesos del cráneo
Considerando el cráneo como el esqueleto de la cabeza, se puede dividir para su estudio en dos partes: el cráneo propiamente dicho (neurocráneo) y los huesos de la cara (esplacnocráneo o viscerocráneo). 

### Neurocráneo
El neurocráneo o cráneo propiamente dicho es la caja ósea del encéfalo. En un adulto, está formado por ocho huesos: un  hueso frontal, dos huesos parietales, dos huesos temporales, un hueso occipital, un hueso etmoides y un hueso esfenoides. 
- Hueso frontal. Forma la frente, la parte superior de las órbitas y la región anterior de la basa del cráneo. En el ser humano durante la infancia existen dos huesos frontales que se unen en la línea media mediante la sutura metópica que desaparece alrededor de los 7 años. Alberga el seno frontal.[5]

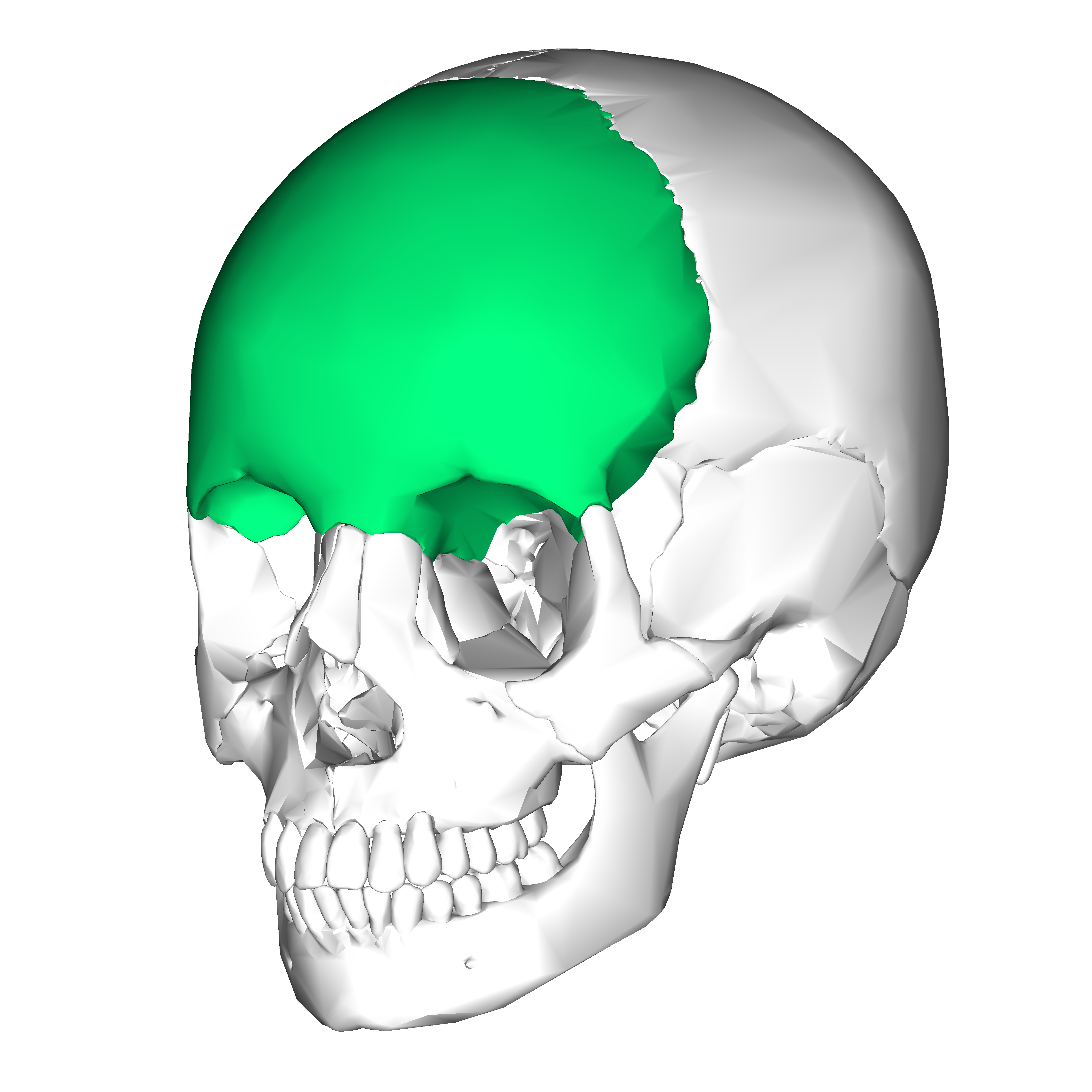
En color verde hueso frontal.

- Hueso parietal. Existen dos huesos parietales, derecho e izquierdo, que se unen entre sí en la línea media mediante la sutura sagital. Forma la mayor parte de la porción lateral y superior del cráneo. Se une por delante al hueso frontal y por detrás al hueso temporal.[5]

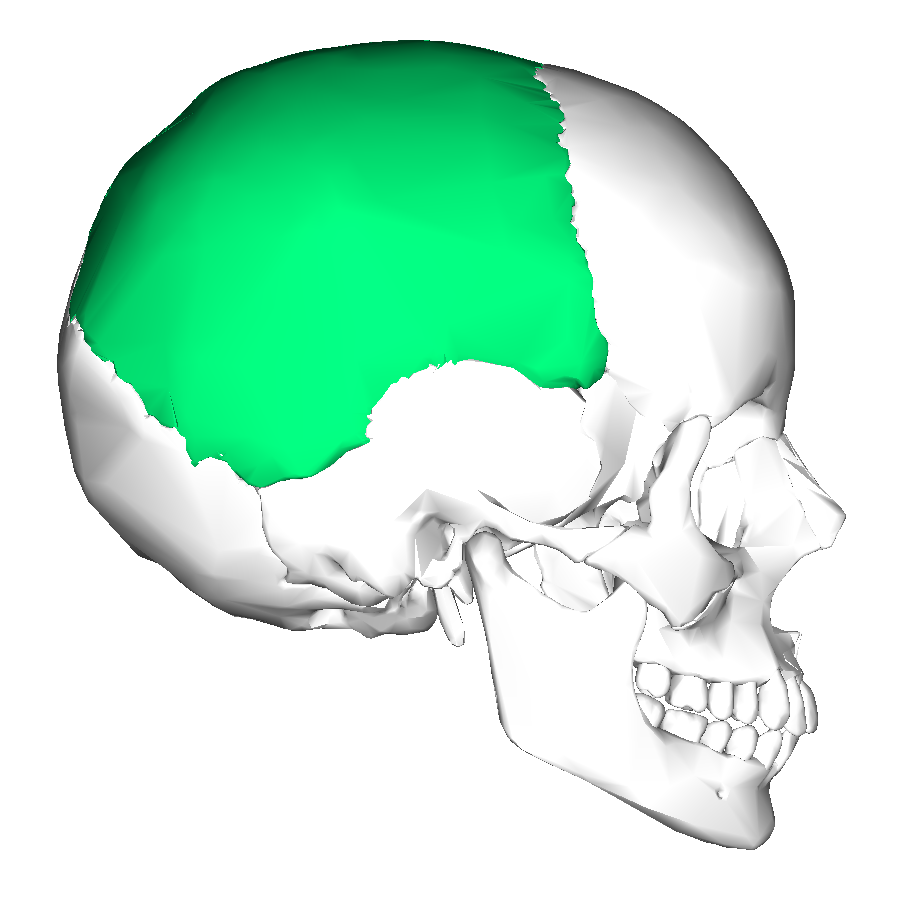
En color verde hueso parietal.

- Hueso temporal. Existen dos huesos temporales, derecho e izquierdo, que forman parte de porción lateral del cráneo y de la base del cráneo, donde es atravesado por el conducto carotídeo por el que transcurre la arteria carótida interna y el foramen yugular. Algunas de sus regiones más importantes son la mastoides y el peñasco. [5]
- Hueso occipital. Está situado en la región posterior de la cabeza y forma parte de la base del cráneo. Se une a los huesos parietales mediante la sutura parietooccipital. Cuenta con un gran orificio denominado foramen magno a través del cual pasan las arterias vertebrales y el bulbo raquídeo se continua con la médula espinal.[5]

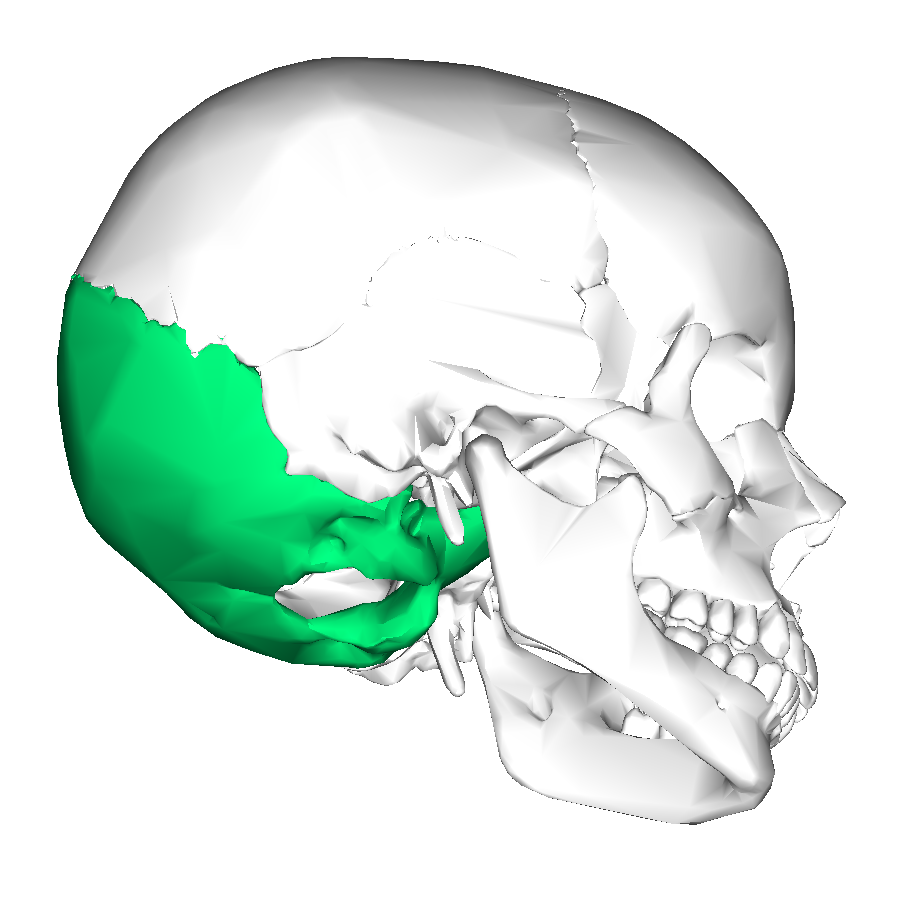
En color verde hueso occipital.

- Hueso etmoides. Está situado en la porción anterior y media de la base del cráneo, debajo del hueso frontal. Tiene forma irregular y contiene las celdillas etmoidales.
- Hueso esfenoides. Es un hueso impar, simétrico e irregular situado en la región anterior y media de la base del cráneo. Está formado por un cuerpo, dos alas mayores y dos alas menores. Alberga el seno esfenoidal y la silla turca donde se encuentra la hipófisis.

### Esqueleto de cara
El viscerocráneo o esplacnocráneo, identificado desde los protocordados, se compone de una serie de arcos branquiales o faríngeos asociados a las regiónes oral y faríngea. Los contornos y proporciones de la cara están determinados en gran parte por los huesos subyacentes.
En el humano el esqueleto de la cara está formado por 14 huesos: dos  maxilares superiores, dos huesos cigomáticos, dos huesos nasales, dos huesos lagrimales, dos huesos palatinos, dos cornetes, un hueso vomer y el maxilar inferior. Los maxilares forman la mayor parte del esqueleto facial superior. El maxilar inferior forma el esqueleto facial inferior, siendo este de carácter móvil al articularse con la base del cráneo mediante las articulaciones temporomandibulares.
- Hueso maxilar. Existen dos huesos maxilares, derecho e izquierdo, que se unen en la línea media para formar el maxilar superior en el que se encuentran las piezas dentales de la arcada superior. Cada hueso maxilar contiene un seno maxilar comunicado con la cavidad nasal.En color verde maxilar superior formado por la unión de los huesos maxilares derecho e izquierdo..

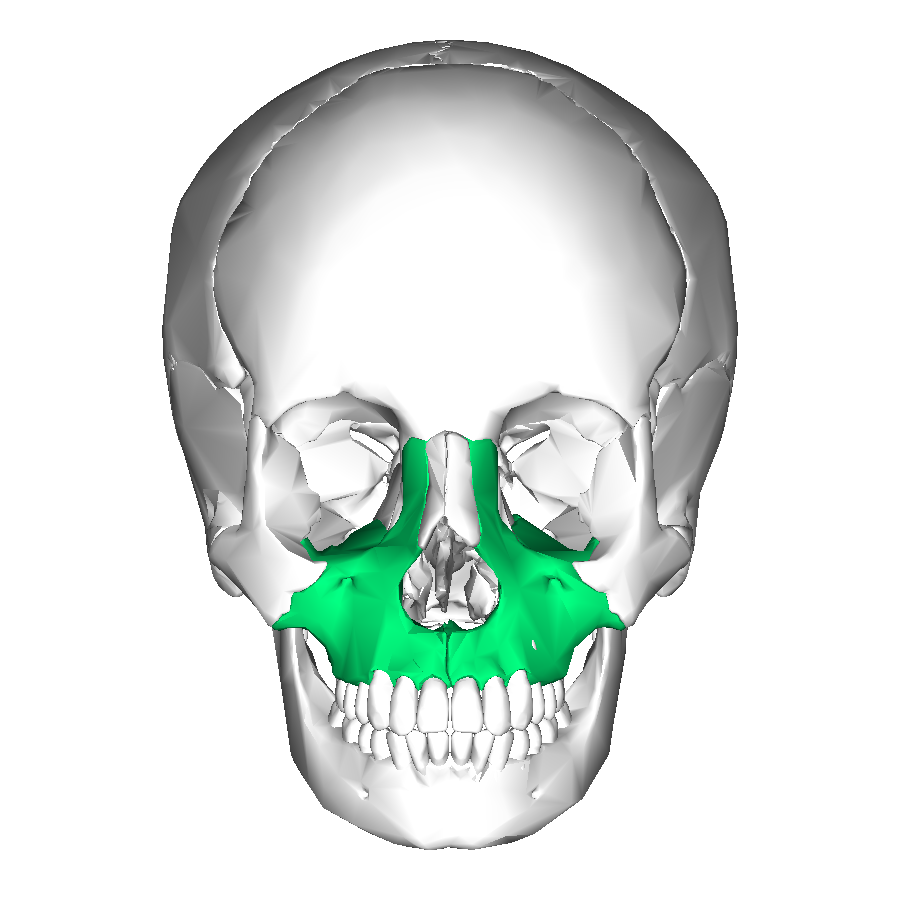
En color verde maxilar superior formado por la unión de los huesos maxilares derecho e izquierdo.

- Hueso cigomático. Existen dos, derecho e izquierdo. Forman las prominencias de las mejillas, se une al hueso temporal mediante el arco cigomático.
- Hueso nasal. Los dos huesos nasales se unen en la línea media del rostro y forman el puente de la nariz. Proporcionan soporte estructural para la parte superior de la nariz y protegen las fosas nasales.
- Hueso lagrimal. Son dos, se encuentran situados por fuera de los huesos nasales, en la región interna de la órbita. Cada uno de ellos tiene un surco, el surco lagrimal, que alberga el saco lagrimal.
- Hueso palatino. Los dos huesos palatinos se unen en la línea media y forman el suelo de la cavidad nasal y la parte posterior del paladar.
- Hueso vómer. Forma la parte posterior del tabique nasal, por arriba se une al etmoides y por abajo al maxilar.[5]
- Hueso mandibular. También llamado maxilar inferior, aloja la arcada dental inferior. Está formado por un cuerpo y dos ramas ascendentes, una a cada lado, que terminan en la articulación temporomandibular. Está articulación de tipo móvil hace posible la masticación.

Hueso mandibular

## Regiones craneales

Cráneo de mono verde (Chlorocebus sabaeus) desde diferentes posiciones

El cráneo se puede dividir mediante una sección horizontal que pase por la eminencia frontal media y por la protuberancia occipital externa, en dos porciones:
- una parte superior, la bóveda craneal o calota (calvaria PNA);
- una parte inferior, la base del cráneo (basis cranii PNA).

La base del cráneo es el piso de la cavidad craneal y anatómicamente es una región muy compleja y de gran importancia, está formada por cinco huesos: frontal, etmoides, esfenoides, temporales y occipital. Numerosas estructuras vitales lo atraviesan a través de múltiples canales, entre ellos el foramen magno por el que transcurre la médula espinal, los conductos carotídeos por los que pasan las arterias carótidas internas y los conductos ópticos para el paso de los nervios ópticos. La base del cráneo puede dividirse en dos caras, una externa que se relaciona con la región cervical (exocráneo) y una interna en contacto con el encéfalo (endocráneo). La cara interna se divide a su vez en tres regiones: fosa craneal anterior, fosa craneal media y fosa craneal posterior.
La bóveda del cráneo está límitada por delante por los arcos superciliares del hueso frontal y lateralmente por los arcos cigomáticos. El hueso frontal se conecta con los parietales por la sutura frontoparietal, los dos parietales se unen entre sí por la sutura interparietal situada en la línea media y con el hueso occipital por la sutura parietooccipital. La región más alta de la bóveda recibe el nombre de vértice. 
Cara anterior del cráneo. Corresponde a la región facial e incluye la porción anterior de la bóveda craneal y el esqueleto de la cara. Para su estudio se divide en región frontal que incluye la frente formada por el hueso frontal, las órbitas que alojan los globos oculares, las mejillas formadas por los huesos cigomáticos, el maxilar y la mandíbula que alojan los dientes.

## Características
En los huesos del cráneo existen diferentes características específicas que lo hacen diferente a otros huesos del esqueleto, entre ellas la existencia de suturas del cráneo, la presencia de fontanelas y los senos paranasales.
Las suturas son sinartrosis, articulaciones inmóviles que fijan las piezas óseas entre sí por medio de cartílago (sincondrosis) o de tejido conectivo fibroso (sinfibrosis). Las principales suturas son la sutura coronal que une el hueso frontal con los huesos parietales, la sutura sagital que une los dos huesos parietales en la línea media, la sutura lambdoidea que une el hueso parietal con el hueso occipital y la sutura escamosa que une el hueso temporal con el hueso parietal.
Las fontanelas son espacios situados entre varios huesos del cráneo que están ocupados por tejido fibroso y son por tanto de consistencia blanda cuando se palpan. Son normales en el recién nacido y desaparecen progresivamente a medida que se osifica el tejido que las cubre.
Existen seis fontanelas:

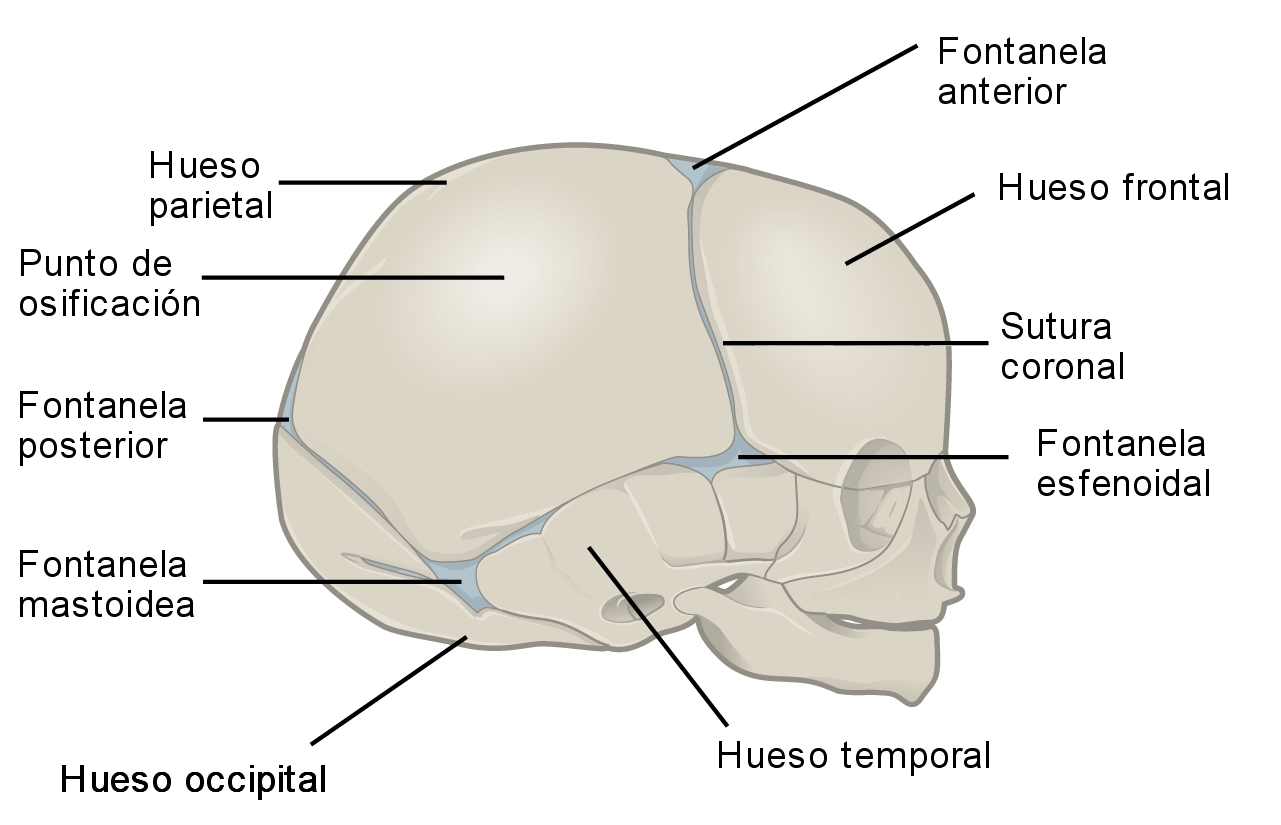
Vista lateral del cráneo de un recién nacido en la que son visibles los huesos, suturas y fontanelas

- dos impares y medias: fontanelas anterior y posterior;
- dos laterales y pares: posterolateral (mastoidea) y anterolateral (esfenoidal).

Las suturas y fontanelas tardan años en osificarse completamente y lograr la unión total entre las piezas del cráneo, lo cual permite durante la infancia el crecimiento del encéfalo y el desarrollo del macizo facial. Durante el parto hacen posible el paso de la cabeza fetal a través del canal de parto sin daños para el encéfalo. La fontanela anterior se cierra alrededor de los 12 meses y la posterior a los dos meses de edad.
Los senos paranasales son cavidades llenas de aire  ubicadas en el interior de algunos huesos del cráneo que están comunicadas con las fosas nasales, entre ellos los senos frontales ubicados en el hueso frontal, los senos maxilares en los huesos maxilares y el seno esfenoidal en el hueso esfenoides. La función de los senos paranasales no se conoce con exactitud, se cree que sirven para aligerar la estructura del cráneo, mejorar la resistencia a los traumatismos faciales al actuar como contrafuertes y actuar como caja de resonancia en la fonación.

## Embriología
Las estructuras cefálicas craneales se originan a partir del mesénquima proveniente de las células de la cresta neural y el mesodermo paraxial.
Los huesos que forman el cráneo no tienen un mismo origen, por ello se hace la diferencia entre las regiones de la bóveda y la base craneal.
- Neurocráneo membranoso (dermatocráneo) - bóveda craneal. Los huesos de la bóveda craneal son huesos planos de revestimiento. Se generan por el proceso de osificación intramembranosa a partir de placas de tejido conjuntivo fibroso (mesénquima) que rodean el encéfalo y originan huesos membranosos planos. Al momento del nacimiento, los huesos de la bóveda craneal no están fusionados ni totalmente osificados, dejando espacios entre ellos cubiertos por tejido fibroso (suturas y fontanelas).
- Neurocráneo cartilaginoso (condrocráneo) - base del cráneo. Los huesos de la base craneal se desarrollan por el proceso de osificación endocondral a partir del condrocráneo, una estructura formada por varios núcleos cartilaginosos osteogénicos separados y extendidos por toda la región.

## Dimorfismo sexual en el cráneo humano
El dimorfismo sexual puede definirse como el conjunto de caracteres que hacen posible diferenciar a  nivel morfológico, métrico o fisiológico individuos masculinos y femeninos. No siempre es posible ante un cráneo aislado determinar con seguridad por la morfología el sexo. Ello se debe a que el dimorfismo sexual constituye un fenómeno muy complejo y la variabilidad entre individuos es alta. El cráneo es, después de la pelvis, una de las estructuras ósea más confiables para estimar el sexo de un individuo, lográndose diferenciar el sexo de manera correcta, cuando no se dispone de otros huesos, entre el 80 % y el 92 % de los casos. No obstante, para lograrlo  es preciso conocer de antemano los parámetros morfológicos de la población a que pertenece el individuo.
Aunque en los primeros años de vida hay poca diferencia entre los cráneos masculinos y femeninos, en la edad adulta los cráneos masculinos tienden a ser más grandes y robustos que los femeninos, que son más ligeros y pequeños, con una capacidad craneal aproximadamente un 10 por ciento menor que la del varón. Las principales diferencias entre sexos son las siguientes:
- Cráneo. Es de mayor tamaño en varones y más pequeño y grácil en mujeres.
- Hueso occipital. Inserciones musculares bien marcadas en varones y forma más redondeada sin rugosidades en mujeres.
- Hueso frontal. Más inclinado en varones, abombado y alto en mujeres.
- Órbitas. Bajas y cuadradas en varones, altas y redondeadas en mujeres.
- Arcadas cigomáticas. Más robustas en varones, menos robustas en mujeres.
- Mastoides. Muy desarrollada en varones, menos desarrollada y más pequeña en mujeres.
- Mandíbula. Alta y robusta en varones. Menos robusta en mujeres y con un ángulo mandibular más obtuso.

## Cráneos de los demás animales

### Fenestra

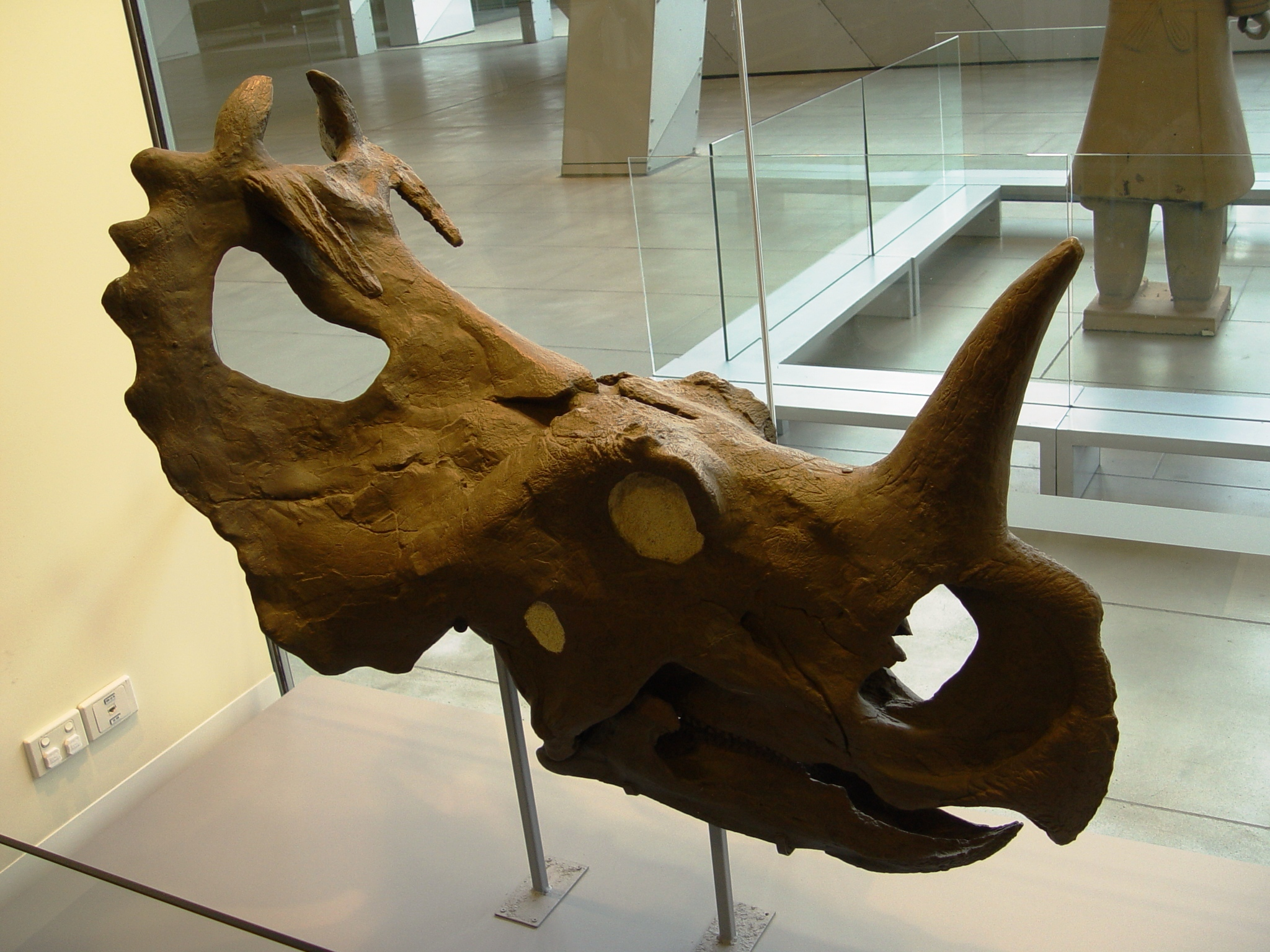
Un cráneo de Centrosaurus

Cráneo de Spinosaurus

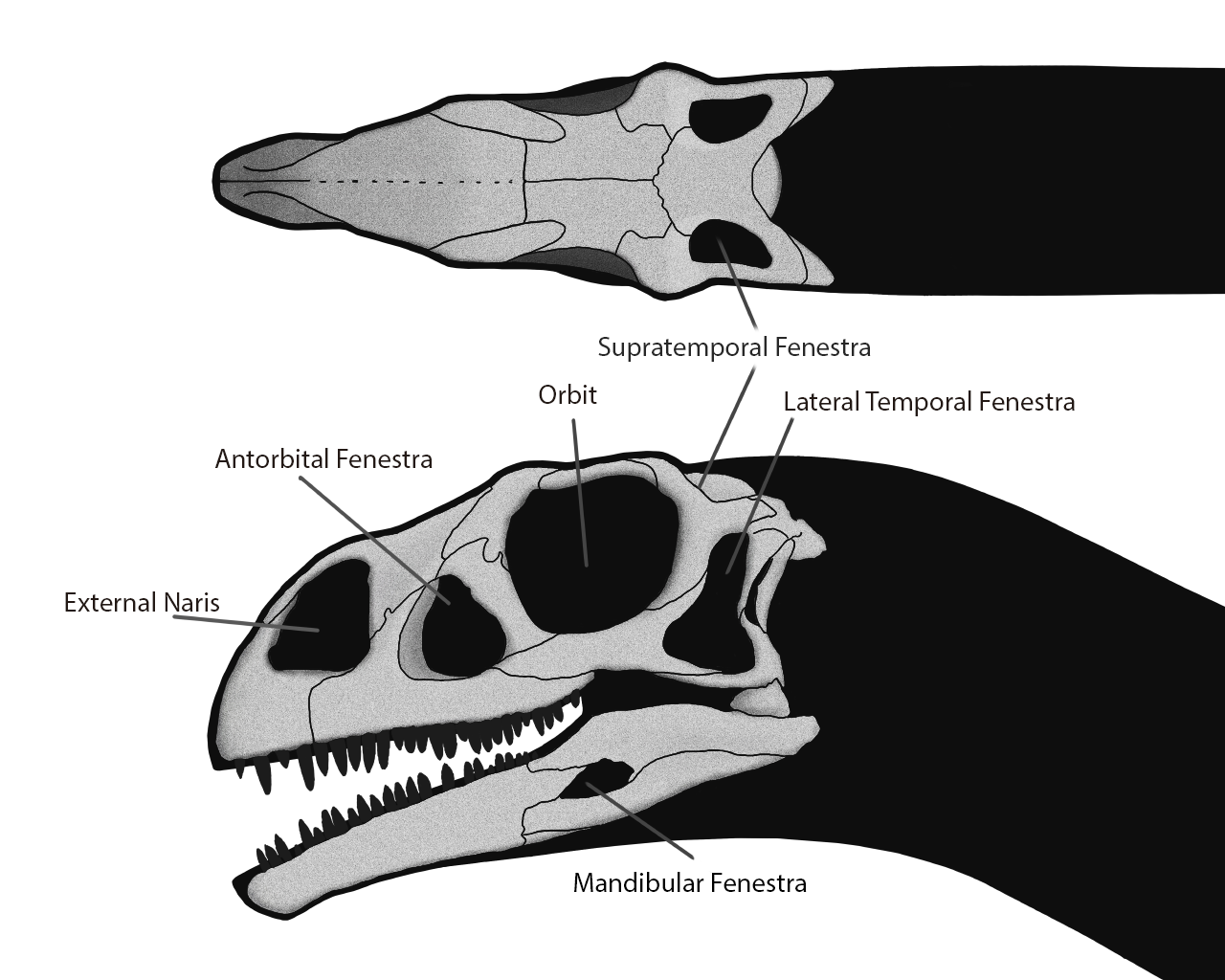
La fenestra en el cráneo del dinosaurio Massospondylus

Las fenestras son rasgos anatómicos de los cráneos de varios tipos de amniotas, caracterizados por agujeros simétricos bilaterales (fenestras) en el hueso temporal. Dependiendo del linaje de un determinado animal, puede haber dos, uno o ningún par de fenestras temporales, por encima o por debajo de los huesos postorbital y escamoso. Las fenestras temporales superiores también se conocen como fenestras supratemporales, y las fenestras temporales inferiores también se conocen como enestras infratemporales. La presencia y la morfología de la fenestra temporal son fundamentales para la clasificación taxonómica de los sinápsidos, de los que forman parte los mamíferos.
Las fenestras (del latín fenestrae, que significa ventanas) son aberturas en el cráneo. Hay cuatro grandes tipos:
- Fenestra antorbital
- Fenestra mandibular
- Fenestra cuadrajugal
- Fenestra subescamosa, una abertura entre dos partes del hueso escamoso en algunos roedores
- Fenestra temporal

Las especulaciones fisiológicas la asocian a un aumento de las tasas metabólicas y a un incremento de la musculatura mandibular. Los primeros amniotas del Carbonífero no tenían fenestras temporales, pero dos líneas más avanzadas sí las tenían: los sinápsidos (reptiles parecidos a los mamíferos) y los diápsidos (la mayoría de los reptiles y, posteriormente, las aves). Con el paso del tiempo, las fenestras temporales de los diápsidos y los sinápsidos se modificaron y aumentaron de tamaño para poder realizar mordeduras más fuertes y con más músculos en la mandíbula. Los dinosaurios, que son diápsidos, tienen grandes aberturas avanzadas, y sus descendientes, las aves, tienen fenestras temporales modificadas. Los sinápsidos, poseen una abertura fenestral en el cráneo, situada en la parte posterior de la órbita. En sus descendientes, los cinodontes, la órbita se fusionó con la abertura fenestral después de que ésta empezara a expandirse en los terápsidos. Así, la mayoría de los mamíferos también la tienen. Más tarde, los primates separaron su órbita de la fosa temporal por la barra postorbital con haplorhinos evolucionando posteriormente el tabique postorbital.

### Clasificación
Existen cuatro tipos de cráneos de amniotas, clasificados por el número y la ubicación de sus fenestras temporales. Estos son:
- Anapsida - sin aberturas
- Synapsida - una abertura baja (debajo de los huesos postorbital y escamoso)
- Euryapsida - una abertura alta (por encima de los huesos postorbital y escamoso); los euryápsidos en realidad evolucionaron a partir de una configuración diapsida, perdiendo su fenestra temporal inferior.
- Diapsida - dos aberturas

Evolutivamente, están relacionados de la siguiente manera:
- Amniota
  - Clase Synapsida'
    - Orden Therapsida
      - Clase Mammalia - mamíferos

  - (Sin clasificación) Sauropsida - reptiles y aves
    - Clase Reptilia
      - Subclase Parareptilia
        - Infraclase Anapsida'

      - Subclase Eureptilia
        - Infraclass Diapsida
          - Clase Aves

        - Infraclase Euryapsida

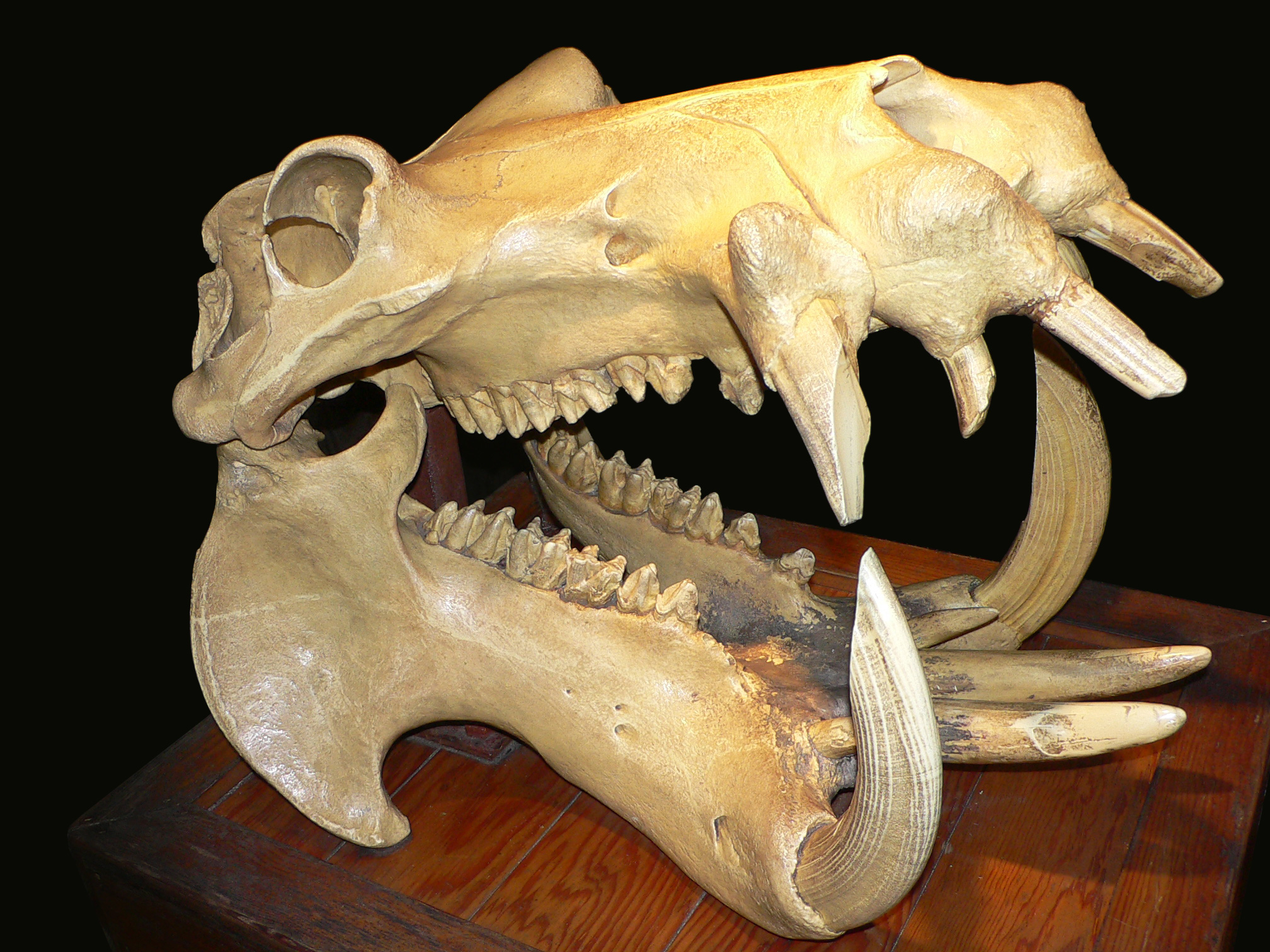
Cráneo de hipopótamo.
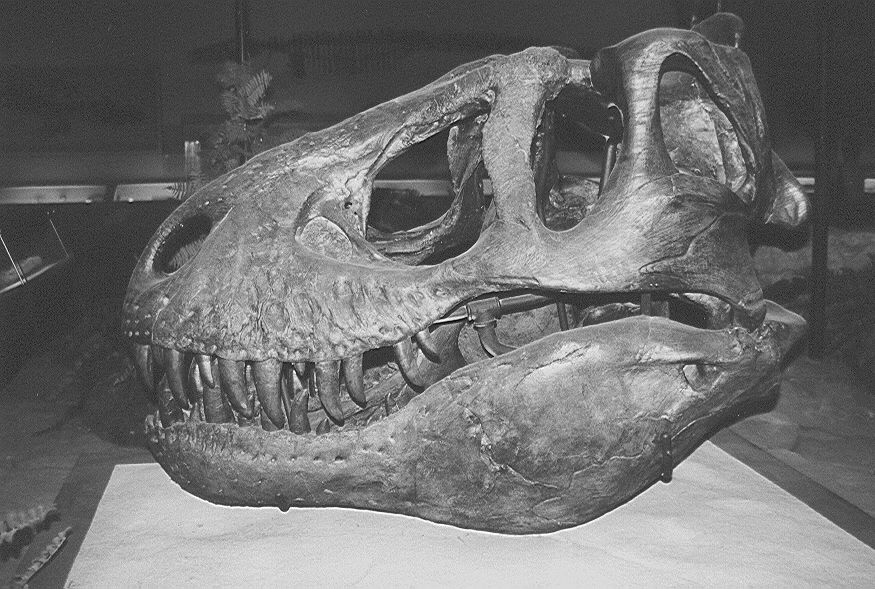
Cráneo de tiranosaurio.
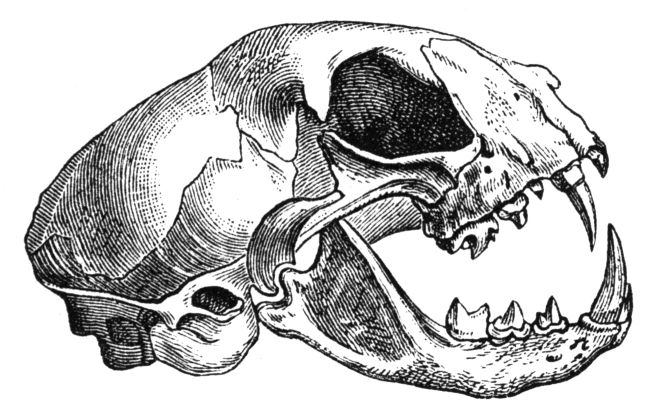
Cráneo de gato
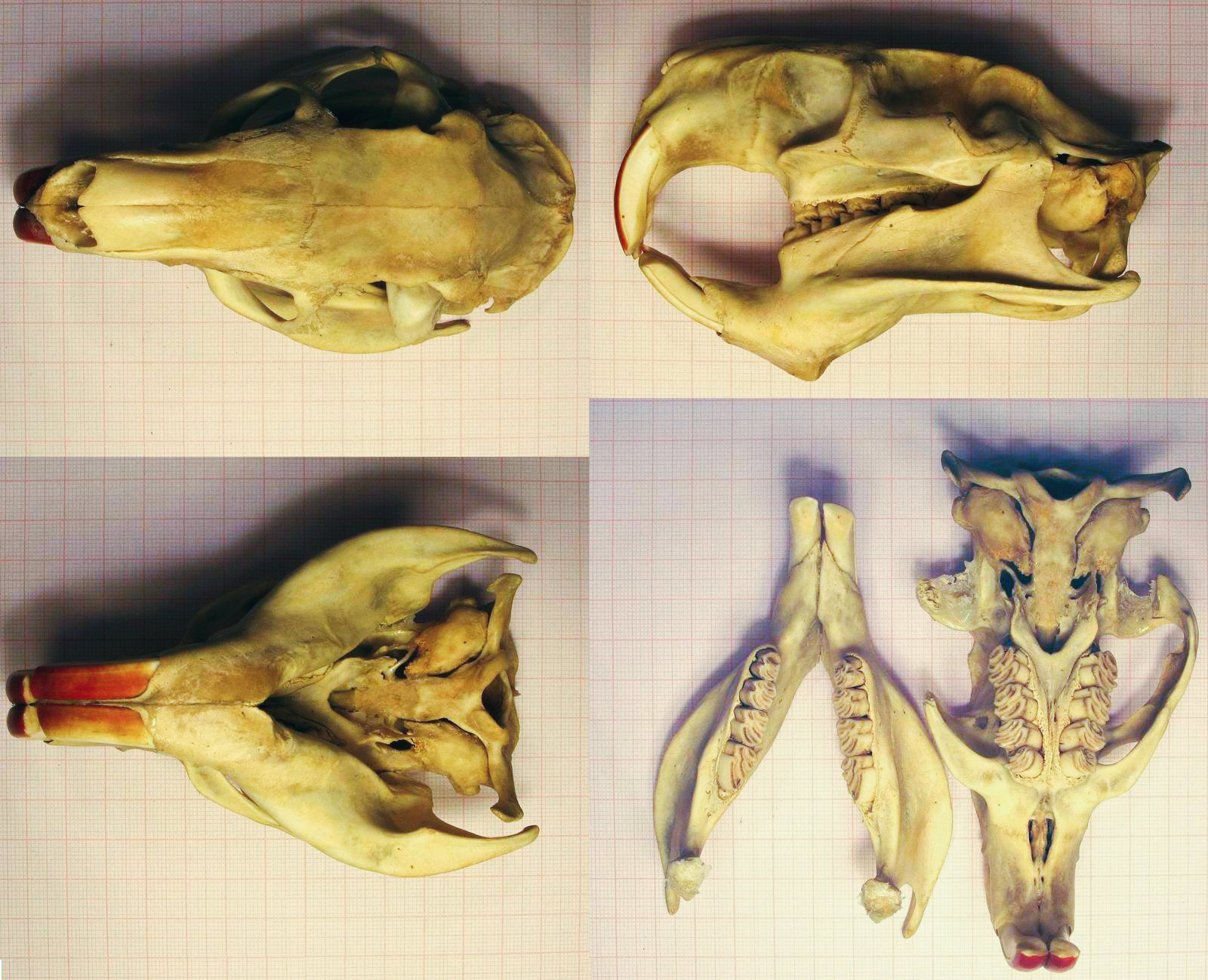
Un cráneo de coipo, un roedor gigante
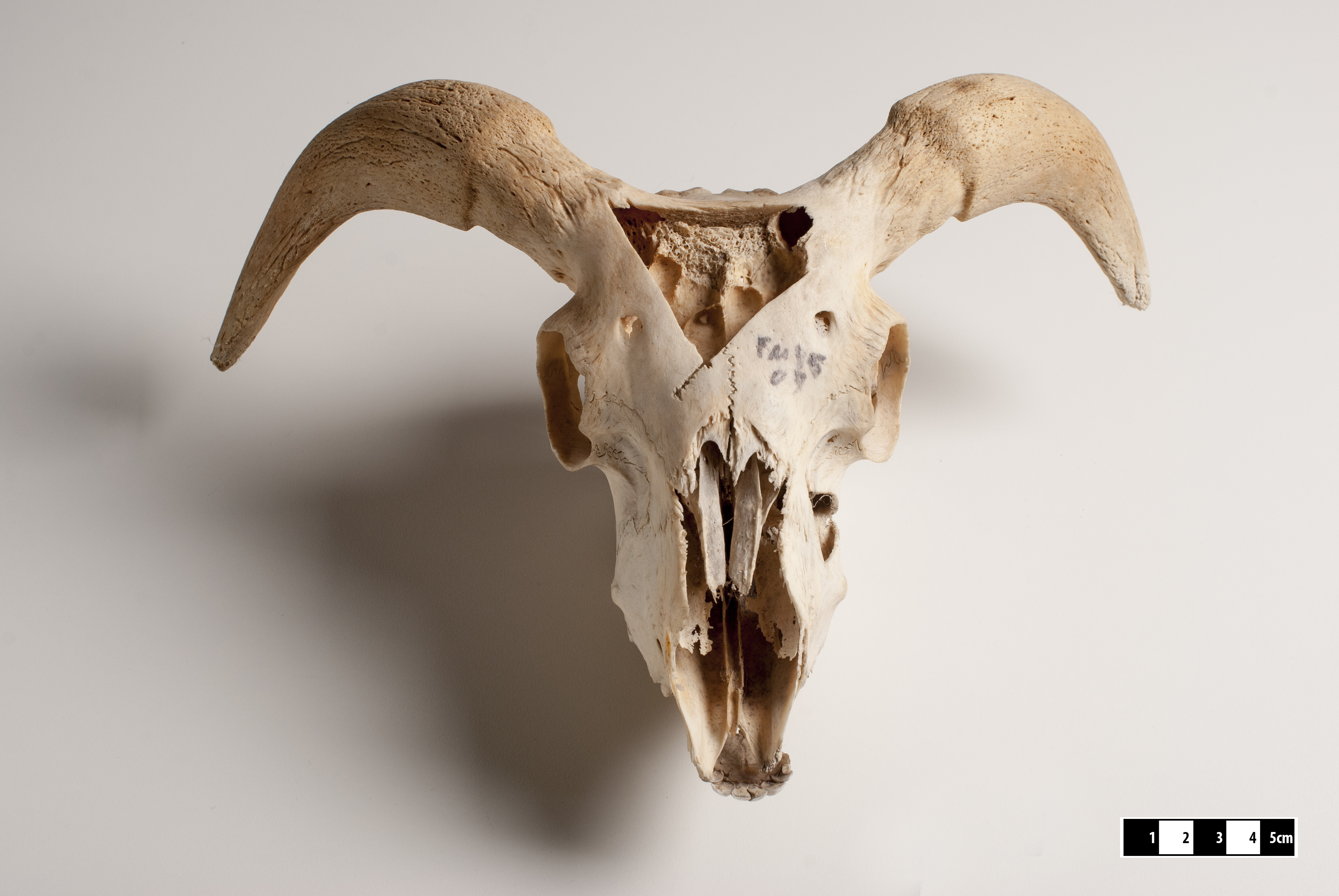
Cráneo de chivo.
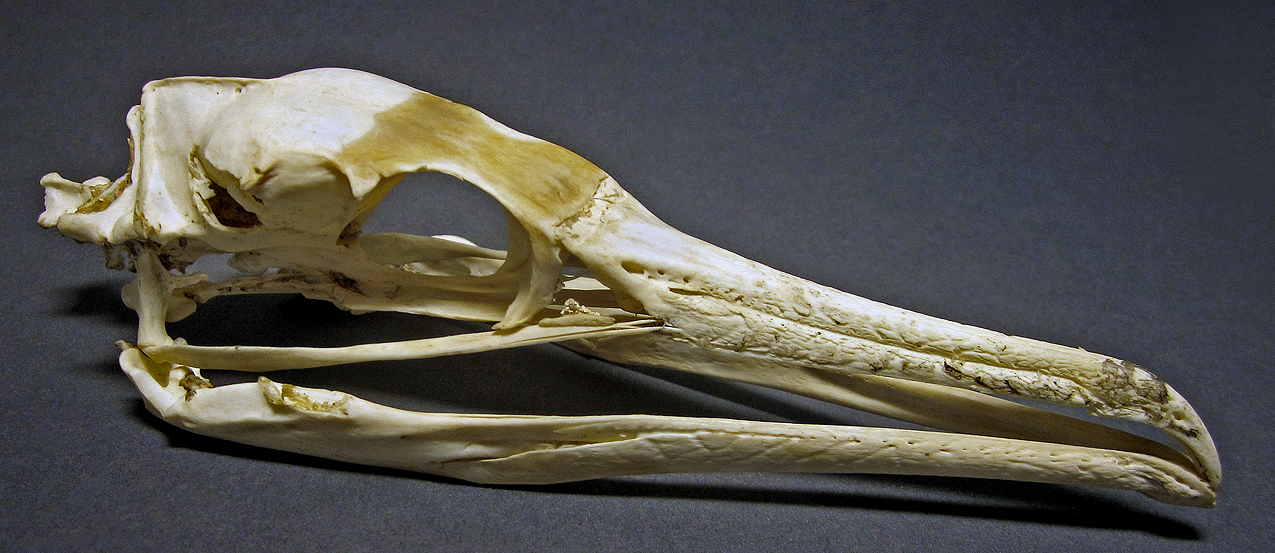
Cráneo de cormorán grande
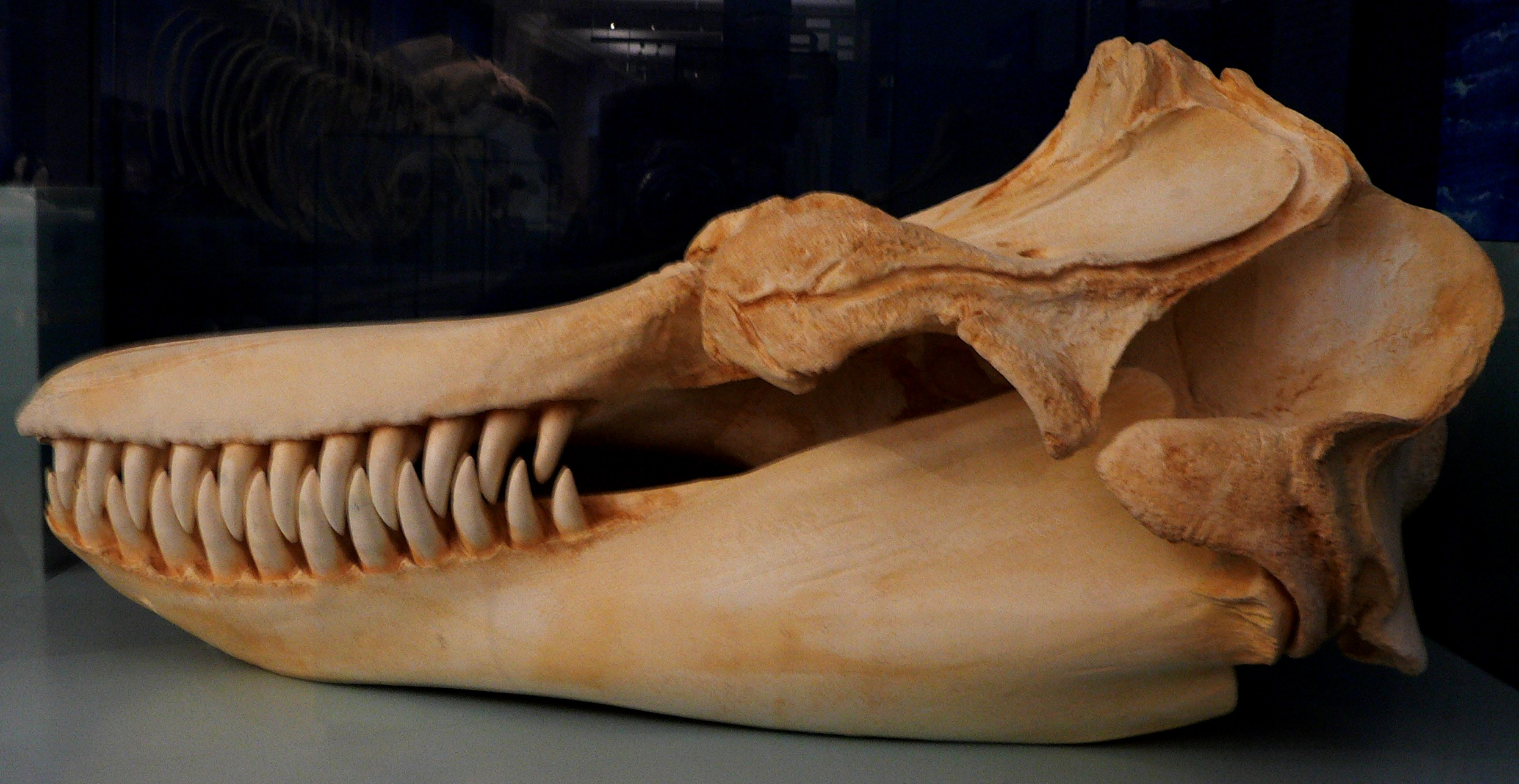
Cráneo de orca.